# الروبوت تيتان
روبوت تيتان هو اسم يُطلق على سلسلة من الروبوتات التي تم تطويرها في مجالات متعددة مثل البحث والإنقاذ، الاستكشاف، والأنشطة العسكرية، وغيرها. ويُعتبر روبوت "تيتان" واحدًا من أبرز الروبوتات التي تم تصميمها للقيام بالمهام المعقدة في بيئات صعبة للغاية مثل المواقع الوعرة أو الأماكن التي يصعب الوصول إليها. تم تسميته بهذا الاسم في إشارة إلى القوة والقدرة على التكيف مع مختلف الظروف، حيث أن "تيتان" هو اسم أحد أقمار كوكب زحل، وهو ما يعكس المفهوم القوي والمتعدد المهام لهذا الروبوت.

## تاريخ وتطوير روبوت تيتان
تم تطوير روبوت تيتان بواسطة فرق بحثية وشركات تكنولوجية متخصصة في الروبوتات والذكاء الاصطناعي. يعكس هذا التطوير تقدمًا كبيرًا في مجال الروبوتات المعقدة التي يمكنها أداء مهام دقيقة في ظروف قد تكون غير آمنة للبشر. بدءًا من أنظمة البحث والإنقاذ، وصولًا إلى استخدامها في التوجيه العسكري واكتشاف المواد الخطرة، يقدم روبوت تيتان حلولًا مهنية في عدة مجالات.

## المواصفات والتقنيات
تتميز روبوتات تيتان بقدرتها على التنقل بسهولة عبر التضاريس الوعرة باستخدام تكنولوجيا الحركة المتقدمة مثل العجلات المصفحة أو الأطراف المتعددة الوظائف. كما يتم تزويدها بمجموعة من الحساسات التي تمكنها من اكتشاف البيئة المحيطة بها، مثل الحساسات الحرارية، والكاميرات ثلاثية الأبعاد، وأجهزة قياس المسافات. بالإضافة إلى ذلك، تُجهز هذه الروبوتات بأنظمة الذكاء الاصطناعي التي تسمح لها باتخاذ قرارات مستقلة استنادًا إلى التحليل المستمر للبيئة المحيطة.

## تطبيقات روبوت تيتان

### البحث والإنقاذ
روبوتات تيتان تلعب دورًا رئيسيًا في عمليات البحث والإنقاذ بعد الكوارث الطبيعية مثل الزلازل أو الانهيارات الأرضية. حيث يمكنها الوصول إلى المناطق التي يصعب وصول البشر إليها مثل الأنقاض أو المباني المتضررة. بفضل تكنولوجيا استشعار الحركة والحرارة، يمكنها تحديد مواقع الأشخاص المحاصرين وإنقاذهم.

### الأنشطة العسكرية
في المجال العسكري، يستخدم روبوت تيتان لأغراض المراقبة والاستطلاع في بيئات معادية. يمكنه أن يتحمل الظروف القاسية مثل الظروف الصحراوية أو الجبلية، وهو مزود بأنظمة تساعد في اكتشاف المتفجرات والألغام الأرضية.

### الاستكشاف العلمي
تم استخدام روبوتات تيتان أيضًا في الأبحاث العلمية، حيث يمكن إرسالها إلى الأماكن التي يصعب على البشر الوصول إليها، مثل الفضاء أو الأعماق البحرية. هناك أيضًا تطبيقات محتملة في استكشاف كواكب أخرى، حيث أن الروبوتات مثل تيتان قد تكون الأداة المثالية لتوفير البيانات حول الكواكب والأقمار التي لا يمكن الوصول إليها مباشرة.

## التحديات والآفاق المستقبلية
على الرغم من التقدم الذي حققته روبوتات تيتان، فإن هناك تحديات كبيرة تواجهها في مجال تطورها. من أبرز هذه التحديات تحسين القدرة على التنقل بشكل أكثر مرونة في بيئات غير مستقرة، بالإضافة إلى تحسين عمر البطارية وإمكانية الشحن الذاتي في بيئات يصعب فيها توفير الطاقة. كما أن هناك اهتمامًا متزايدًا بتحسين قدرات الذكاء الاصطناعي في الروبوتات، مما قد يتيح لها أداء مهام أكثر تعقيدًا وأكثر استقلالية.

## الخلاصة
روبوت تيتان يمثل مثالًا متميزًا على التقدم التكنولوجي في مجال الروبوتات، مع قدرات متطورة تساعد في تنفيذ مهام معقدة في بيئات غير مألوفة. سواء في مجالات البحث والإنقاذ، أو الأنشطة العسكرية، أو الاستكشاف العلمي، فإن روبوت تيتان يعكس الأفق الواسع لإمكانات الروبوتات في المستقبل.